# نيمانيا ميليتش
نيمانيا ميليتش (بالسيريلية الصربية: Немања Милић) هو لاعب كرة قدم صربي في مركز الهجوم، ولد في 25 مايو 1990 في سومبور في صربيا. شارك مع منتخب صربيا تحت 17 سنة لكرة القدم ومنتخب صربيا تحت 19 سنة لكرة القدم ومنتخب صربيا تحت 21 سنة لكرة القدم. أما مع النوادي، فقد لعب مع النجم الأحمر بلغراد وباتي بوريسوف وسبارتاك سوبتيتسا ونادي أو إف كيه بيوغراد.

## وصلات خارجية
- نيمانيا ميليتش على موقع الاتحاد الأوربي (الإنجليزية)
- نيمانيا ميليتش على موقع قاعدة بيانات كرة القدم.إي يو (الإنجليزية)
- نيمانيا ميليتش على موقع Soccerbase.com (لاعب) (الإنجليزية)
- نيمانيا ميليتش على موقع Soccerway.com (الإنجليزية)
- نيمانيا ميليتش على موقع عالم كرة القدم.نت (الإنجليزية)